# Burgnac
 Burgnac  (en occitano Burnhac) es una población y comuna francesa, situada en la región de Lemosín, departamento de Alto Vienne, en el distrito de Limoges y cantón de Aixe-sur-Vienne.

## Demografía
| 314 | 309 | 268 | 382 | 475 | 544 | 731 |
| Para los censos de 1962 a 1999 la población legal corresponde a la población sin duplicidades (Fuente: INSEE [Consultar]) |     |     |     |     |     |     |